# Prix Père-Jacques-Hamel
Le prix Père-Jacques-Hamel récompense annuellement depuis janvier 2018 un travail de journalisme sur des efforts de paix et de dialogue interreligieux. Il est institué en 2017, à la suite de l'assassinat du père Jacques Hamel le 26 juillet 2016.

## Institution
Le « prix Père Jacques Hamel » est créé en 2017 par la Fédération des médias catholiques. Il commémore le nom du père Jacques Hamel, tué alors qu'il célébrait la messe dans l'église de Saint-Étienne-du-Rouvray, près de Rouen, en France.
Ce prix récompense une œuvre journalistique mettant en valeur des initiatives de paix et de dialogue interreligieux. L'œuvre récompensée peut avoir été publiée dans la presse écrite, être radiodiffusée ou télévisée, ou publiée sur un autre support multimédia.

## Lauréats
- 2018 : Samuel Lieven, pour l'article « Thomas et Benoît, les convertis du 13 novembre », paru dans La Croix du 13 novembre 2017 ; mention spéciale pour « Croire dans le 9.3 », reportage photographique de Michael Bunel avec textes de Romane Ganneval, pour le diocèse de Saint-Denis[2].
- 2019 : Christelle Ploquin, pour sa vidéo diffusée en juin 2018 de la pièce de théâtre Le cinquième évangile, d'Adrien Candiard[1],[3].
- 2020 : Pierre Jovanovic, pour son article sur Kayla Mueller : « Kayla Jean Mueller, martyre du bien », publié dans La Vie, 7 novembre 2019[4].
- 2021 : Antoine-Marie Izoard, pour le reportage « Le calvaire des déplacés » sur les réfugiés au Burkina Faso fuyant le terrorisme[5].
- 2022 : Mikael Corre, pour sa rencontre avec la sœur du professeur Samuel Paty tué en 2020, Gaëlle[6].
- 2023 : Christophe Chaland, pour son reportage sur la captivité au Niger du père Pier-Luigi Maccalli[7].
- 2024 : Prix international Père Jacques Hamel à Sarah-Christine Bourihane, pour son article sur une religieuse ayant « traversé l'enfer d'un kidnapping en ayant comme seul soutien sa foi » ; prix italien Père Jacques Hamel à Romina Gobbo pour son interview d'un gynécologue congolais ayant accompagné beaucoup de femmes violées[8].